# Api (Berg)
Der Api ist ein 7132 m hoher Berg im Himalaya im äußersten Westen von Nepal.
Er befindet sich im westlichen Teil des Gebirgsmassivs Gurans Himal im Distrikt Darchula in der Verwaltungszone Mahakali. Die Erstbesteigung gelang einer japanischen Expedition (Katsutoshi Hirabayashi und Gyltsen Norbu) am 10. Mai 1960.